# 西廂記

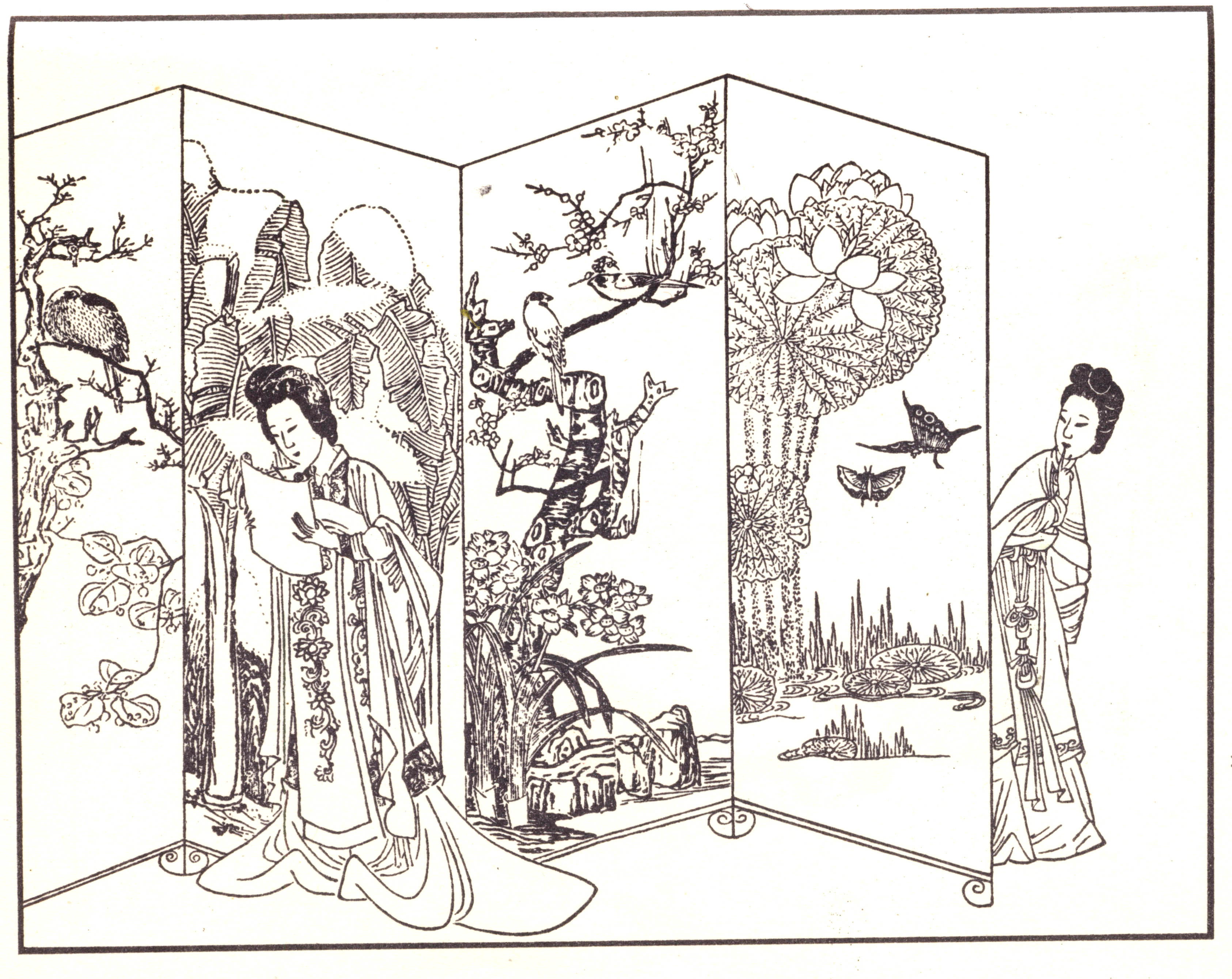
陳洪綬による西廂記挿絵

『西廂記』（せいそうき、せいしょうき）は、元の王実甫（おうじっぽ）による雑劇で、元曲の代表作である。正式な題は『崔鶯鶯待月西廂記』。

## 作者
作者の王実甫についてはよくわからない。大都の人で、姓が王、名が徳信で、実甫は字。現存する戯曲には『西廂記』以外に『麗春堂』『破窯記』があり、ほかにいくつかの散曲が知られる。『西廂記』はおそらく13世紀末ごろの作品だという。

## 成立

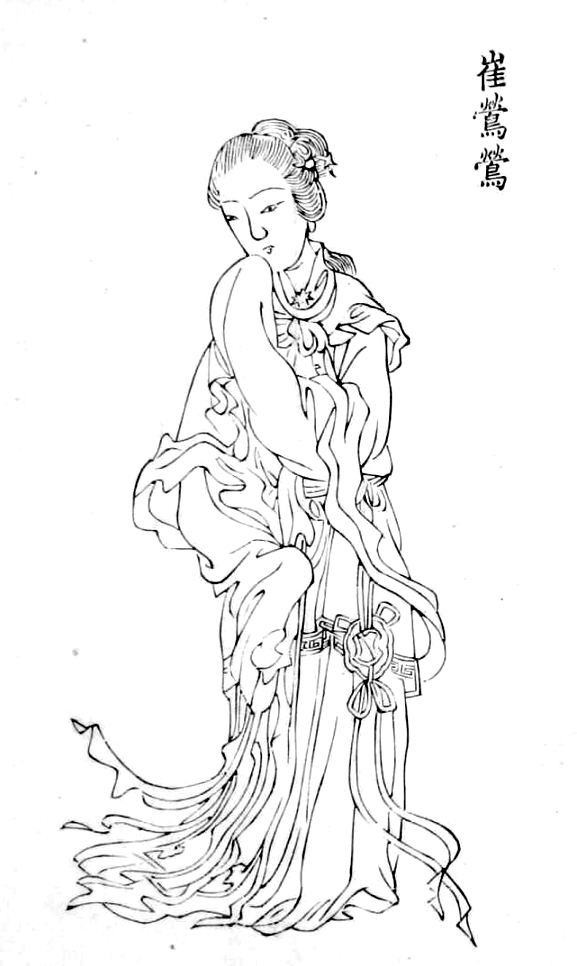
『百美新咏』崔鶯鶯

『西廂記』の原形になったのは唐の元稹による伝奇小説で、『太平広記』巻488に「鶯鶯伝」（おうおうでん）の名で載せる（後世の叢書では「会真記」と題されていることが多い）。元稹の友人である張生の話という体裁を取っている。その筋は以下のようなものである。貞元のころ、普救寺に宿泊していた張生は、兵士の略奪から寺を守り、たまたま同じ寺に同宿していた崔家の未亡人から感謝された。宴席で張生は未亡人の17歳の娘にひと目ぼれし、娘の侍女である紅娘の入れ知恵で娘に詩を贈った。娘は「夜に忍んでいらっしゃい」という意味の詩を返すが、実際に張生が尋ねていくと意外にも娘は張生を叱りつけるのであった。ところが数日後に今度は娘の方から張生を訪れ、ふたりは情を通じる。やがて張生は科挙試験のために都に旅立つが、その後、自分が娘によって身を滅ぼすであろうと考えなおし、感情を抑えるようになった。1年ほどして張生も娘も別な人間と結婚した。その後、張生は娘に会おうとしたが、娘は張生に2つの詩を送り、その後行方不明になった。娘の幼名は鶯鶯といった。
「鶯鶯伝」は筋の上では『西廂記』とほとんど共通しており、鶯鶯の送った詩に「待月西廂下」という句も出てくる。しかし後半の張生が心変りする部分以降は後世の作品からは削除された。
宋にはいると、「鶯鶯伝」を元にした語り物が作られた。現在知られる最古のものは北宋の趙徳麟による「商調蝶恋花」鼓子詞で、散文部分は原作の「鶯鶯伝」をほとんどそのまま使っている。
金の董解元『西廂記諸宮調』（元曲の『西廂記』と区別するために『董西廂』と呼ばれる）では、原作から大幅に変更が加えられ、とくに最後は張生と鶯鶯が結ばれるハッピーエンドに変えられている。
王実甫『西廂記』は直接には『董西廂』にもとづき、これを戯曲化したものである。

## 構成
元曲は「折」と呼ばれる部分（幕に相当）から構成されるが、原則としてひとつの元曲は4折（まれに5折）からなる。ほかに「楔子」（せっし）と呼ばれる序にあたる部分が加えられることもある。また、ただ1人の人物だけが歌うという特徴もある。ところが、『西廂記』は通常の元曲を5本合わせた形式をしており、合計すると21折と5つの楔子という、（『西遊記雑劇』を除くと）他に例のない長大な作品になっている。また、歌も複数の人物によって歌われる。これらの特徴は、語り物をそのまま元曲化したためと考えられる。

## 主な登場人物
- 張生（ちょうせい） - 姓は張、名は珙（きょう）、字は君瑞。鶯鶯にひと目ぼれして、一心に求める。
- 杜将軍（としょうぐん） - 姓は杜、名は確、字は君実。官は征西大将軍で、張生とは義兄弟。
- 鶯鶯（おうおう） - 姓は崔、19歳。父は先帝の相国だったが最近死亡した。表面の道徳心と内面の恋心が葛藤し、しばしば癇癪を爆発させたり、矛盾した行動を取ったりする。
- 紅娘（こうじょう）- 鶯鶯の侍女。学はないが知恵は回り弁舌の才にあふれる。
- 夫人 - 鶯鶯の母。姓は鄭。
- 孫飛虎（そんひこ）- 姓は孫、名は彪、字は飛虎。賊の親分で、鶯鶯を略奪して妻にしようとする。
- 鄭恒（ていこう） - 夫人の甥（鶯鶯の母方のいとこ）。本来の鶯鶯の婚約者。

## あらすじ
鶯鶯はいとこの鄭恒と結婚する予定だが、父の喪があけないためにまだ結婚していない。母（夫人）とともに河中府の普救寺に宿泊している。張生は義兄弟の杜将軍に会いに行く途中、貞元17年（801年）2月に普救寺に物見遊山に行ったが、そこで鶯鶯とその侍女の紅娘を偶然見かけて鶯鶯にひと目ぼれし、普救寺に逗留することにする。張生は紅娘を介して鶯鶯と詩の応酬をする。普救寺では鶯鶯の父のための法要がいとなまれる（以上第1本）。
賊の棟梁である孫飛虎は鶯鶯を奪って妻にしようとする。夫人は賊を退散させることができる人に鶯鶯を妻としてやると発言する。張生は法要を引きのばしてその間に杜将軍に手紙を送り、将軍の力で孫飛虎は引き下がる。張生はこれで鶯鶯と結婚できると喜ぶが、夫人は約束を反故にする。悲しむ張生に、紅娘は琴を弾いて鶯鶯に聞かせるよう勧める（以上第2本）。
紅娘の入れ知恵で張生は鶯鶯に手紙を書く。鶯鶯は表向き怒るが、返事を書く。張生が見るとそれは夜に忍んで来いという意味の詩だった。その夜張生は鶯鶯のもとを訪れるが、意外にも鶯鶯は張生を怒るのだった。やむを得ず張生は帰るが、重病に陥る。鶯鶯は薬の処方箋を張生に送るが、張生はそれを読んで鶯鶯の方が自分のところにやってくると知る（以上第3本）。
張生のもとに紅娘と鶯鶯がやってくる。事情を知った夫人が紅娘を問いつめるが、開きなおった紅娘は夫人を正面から非難する。夫人は説得されて、張生が科挙に合格することを条件に鶯鶯との結婚を認める。張生が旅をしていると、鶯鶯が追いかけてきたのに驚くが、それは夢だった（以上第4本）。
半年後、張生はみごとに状元となり、鶯鶯に手紙を送る。鶯鶯の本来の婚約者であった鄭恒はおもしろくなく、張生を馬鹿にするが、紅娘は張生の優れた点を羅列して鄭恒をやりこめる。鄭恒は張生がすでに衛尚書の娘を正妻にしたと嘘をつき、夫人はまたしても鄭恒と鶯鶯を結婚させる算段をはじめるが、河中府尹に就任した張生が戻り、杜将軍もやってきて嘘は簡単に露見する。張生と鶯鶯は結婚し、大団円で幕を閉じる（以上第5本）。

## 評価
伝統的には表向き『西廂記』は淫書とされ、良家の子女が読むべきものではないとされた。しかし実際には大いに流行し、傳田章によると清末までに100種に及ぶテクストの存在が確認されるという。
明代にはまた『西廂記』を南曲に作りかえた『南西廂記』が作られた。
金聖嘆は『西廂記』を『荘子』、『離騒』、『史記』、『杜甫詩』、『水滸伝』に並ぶ第六才子書として高く評価した。
『紅楼夢』ではしばしば『西廂記』とその文句に言及しているが、題を『会真記』に変えてある（第23回）。